# Das Rätsel der roten Quaste
Das Rätsel der roten Quaste ist ein österreichischer Kriminalfilm aus dem Jahre 1963, der in Deutschland unter dem Titel Das Geheimnis der roten Quaste lief. In den Hauptrollen spielt das Ehepaar Dietmar Schönherr und Vivi Bach, die diesen Film auch produzierte.

## Handlung
Geheimagent Richard Warren, der sich aus Gründen der Tarnung als Journalist ausgibt, reist in die venezolanische Hauptstadt Caracas, um eine geheime Uranformel für 100.000 Dollar an einen betuchten Interessenten zu verkaufen. In der Bar des Hotel Excelsior spricht ihn die attraktive Striptänzerin Sylvia, Star der allabendlichen Unterhaltungsshow, an, die ihm angeblich eine wichtige Nachricht übergeben will und ihn daher bittet, sie nach der Show in ihrem Zimmer zu besuchen. Doch, so Sylvia, er möge sehr vorsichtig sein. Als Warren ihr Zimmer betritt, findet er sie nur noch tot vor. Warren gewinnt den Eindruck, dass sie erschossen wurde, gleich neben ihr liegt die titelgebende rote Quaste. Warren fürchtet, unter Mordverdacht zu geraten und flüchtet daher über den Balkon ins Freie. Er taucht im gegenüber liegenden Musikgeschäft unter, wo eine Dänin namens Regina arbeitet. Sie ist in diesem Plattengeschäft, das ihrer Schwester gehört, als Aushilfe tätig. Regina glaubt an seine Unschuld und ist bereit, Warren zu helfen, notfalls auch gegenüber der Polizei zu lügen. Doch ist sie wirklich so harmlos, aufrichtig und unschuldig, wie sie tut?
Ein Kommissar namens Dr. Bordeaux nimmt die Ermittlung auf und fahndet nach dem Mörder, für den er Warren hält. Natürlich kehrt er auch in dem Musikgeschäft beim Hotel ein und befragt Regina. Diese macht Richard zuliebe eine Falschaussage. Regina und Richard verlieben sich ineinander und verbringen eine kurze Zeit des Glücks in Reginas Wohnung gleich über dem Plattenladen. Wenig später aber beginnt Warren an seiner neuen Flamme zu zweifeln, denn er entdeckt einen Revolver mit einer angehängten Quaste in Reginas Schublade. Und aus dieser Waffe wurde ein Schuss abgefeuert. In Richard schwelt ein Verdacht: Sollte Regina die Striptänzerin erschossen haben? Doch was wäre ihr Motiv für den Mord? Nachdem Richard herausbekommen hat, wer der vermeintliche Mörder Sylvias ist, entdeckt er zudem, dass ein Agentenring aus dem gegnerischen Lager um den angeblichen Kommissar Bordeaux ebenfalls an der Uranformel sehr interessiert ist. Um sein Risiko entdeckt zu werden zu verringern, verrät er die Formel an Regina. Diese beginnt nun sich auf ein gefährliches Spiel einzulassen und versucht, die wertvolle Formel auf eigene Faust zu veräußern. Dadurch gerät sie in tödliche Gefahr.

## Produktionsnotizen
Das Rätsel der roten Quaste entstand im Frühjahr 1963 im jugoslawischen Piran (heute Slowenien) und wurde am 11. Juli 1963 in Österreich uraufgeführt. Die deutsche Erstaufführung fand am 8. November 1963 statt.

## Kritiken
Paimann’s Filmlisten resümierte: „Im Gegensatz zu gekonnteren eine unlogisch-undurchsichtige Kriminalgeschichte mit einem, national ebenso wie qualitativ, gemischten Schauspieler-Kollektiv, deren dalmatische Landschaftsbilder besser als die mißlungenen Straßenaufnahmen (sind).“

„Dürftiger Agentenkrimi, der seine Handlung eher unmotiviert entwickelt.“